# Площадь Героев Сталинграда (Чернигов)
Безымянная площадь (до 2023 года — Площадь Героев Сталинграда) (укр. Безіменна площа, до 2023 року — площа Героїв Сталінграду) — площадь в Деснянском районе Чернигова, на пересечении проспектп Левка Лукьяненко (улицы Рокоссовского) и Всехсвятской улицы, исторически сложившаяся местность (район) Бобровицкий жилой массив.
Ранее именовалась по названию площади остановка общественного транспорта по улице Рокоссовского, сейчас — Всехсвятская улица.

## История
26 января 1983 года новая площадь на углу улиц Рокоссовского и Пятидесяти лет СССР получила название площадь имени Героев Сталинграда — в честь 40-й годовщины завершения Сталинградской битвы — важнейшего периода Великой Отечественной войны, согласно Решению исполнительного комитета Черниговского городского совета № 43 «Про наименование площади имени Героев Сталинграда» («Про найменування площі імені Героїв Сталінграду»).
С целью проведения политики очищения городского пространства от топонимов, которые возвеличивают, увековечивают, пропагандируют или символизируют Российскую Федерацию и Республику Беларусь, 21 февраля 2023 года Решением Черниговского городского совета № 29/VIII-7 «Про переименование улиц в городе Чернигове» («Про перейменування вулиць у місті Чернігові») было отменено Решение исполнительного комитета Черниговского городского совета от 26.01.1983 № 43 «Про наименование площади имени Героев Сталинграда».

## Описание
На углу перекрестка улиц Рокоссовского и Всехсвятская (напротив Всехсвятская улица дом № 2) был расположен памятный знак Героям Сталинграда, 7 августа 2017 года демонтирован из-за аварийного состояния.
Сейчас площадь занимает территория Храма всех святых Черниговских, строительство которого началось в 2001 году, и многоэтажная жилая застройка.